# 内托问题
内托问题 (葡萄牙語：Questão Netto)是美洲解放奴隸運動中，最大的集体行动。這是發生在1870年的巴西土地上，有關解放217名奴隸的訴訟。